# 확정적 손해배상
확정적 손해배상 혹은 결과적 손해배상은 계약 체결시 미리 손해액을 확정해 둔 것을 말하며 이는 징벌적 성격을 가질 수 있는 것으로 하는 영미법상 개념이다. 확정적 손해배상은 계약 위반으로 인한 정확한 손해액 산정이 어려운 경우를 대비한 것으로 징벌적이여서는 아니된다. 영어로 Liquidated damages라고 하며 이는 유동화된 손해액이라는 뜻을 가진다.

## 요건
1. 계약서를 작성할 때 정확한 보상금을 측정하기가 어려웠어야 하며,
2. 손해 배상금이 합리적으로 정당화 할 수 있어야 한다.[1]

## 사례
건설회사의 경우 건설계약을 체결할 때 확정적 손해배상조항을 집어 넣는 경우가 많다. 만약 발주처 입장에서는 행여 시설 공사가 정해진 기한 안에 완공이 되지 못하면 가스 생산·판매까지 지연되기 때문에 시공사에 막대한 지체상금 즉 확정적 손해배상액을 물릴 수 밖에 없다.

## 판례
- 민법 제398조 제2항은 손해배상의 예정액이 부당히 과다한 경우에는 법원이 이를 적당히 감액할 수 있다고 규정하고 있는바, 여기서 '부당히 과다한 경우'라고 함은 채권자와 채무자의 각 지위, 계약의 목적 및 내용, 손해배상액을 예정한 동기, 채무액에 대한 예정액의 비율, 예상 손해액의 크기, 그 당시의 거래관행과 경제상태 등 모든 사정을 참작하여 일반 사회관념에 비추어 그 예정액의 지급이 경제적 약자의 지위에 있는 채무자에게 부당한 압박을 가하여 공정성을 잃는 결과를 초래한다고 인정되는 경우를 뜻하는 것으로 보아야 하고, 위 규정의 적용에 따라 손해배상의 예정액이 부당하게 과다한지의 여부 내지 그에 대한 적당한 감액의 범위를 판단하는 데 있어서는 법원이 구체적으로 그 판단을 하는 때, 즉 사실심의 변론종결 당시를 기준으로 하여 그 사이에 발생한 위와 같은 모든 사정을 종합적으로 고려하여야 할 것이다( 대법원 1991. 3. 27. 선고 90다14478 판결, 2000. 12. 8. 선고 2000다38442 판결, 2000. 12. 22. 선고 99다57928 판결 등 참조). 그리고 이 경우에 실제 발생할 것으로 예상되는 손해액의 크기를 참작하여 손해배상액의 예정액이 부당하게 과다한지 여부를 판단함에 있어서는 실제의 손해액을 구체적으로 심리·확정할 필요는 없으나, 기록상 실제의 손해액 또는 예상 손해액을 알 수 있는 경우에는 그 예정액과 대비하여 볼 필요는 있다고 할 것이다( 대법원 1995. 11. 10. 선고 95다33658 판결 참조)[3].

## 같이 보기
- 손해배상액의 예정
- 위약금